# Denneville
Denneville ist eine Ortschaft und eine Commune déléguée in der französischen Gemeinde Port-Bail-sur-Mer mit 550 Einwohnern (Stand 1. Januar 2022) im Département Manche in der Region Normandie.
Mit Wirkung vom 1. Januar 2019 wurden die ehemaligen Gemeinden Saint-Lô-d’Ourville, Portbail und Denneville zur Commune nouvelle Port-Bail-sur-Mer zusammengeschlossen und haben in der neuen Gemeinde den Status einer Commune déléguée. Der Verwaltungssitz befindet sich im Ort Portbail. Sie gehörte zum Arrondissement Cherbourg und zum Kanton Créances.

## Lage
Denneville liegt an der Westküste der Halbinsel Cotentin am Ärmelkanal. Nachbarorte sind Saint-Lô-d’Ourville im Norden, Canville-la-Rocque (Berührungspunkt) und Saint-Sauveur-de-Pierrepont im Nordosten sowie La Haye im Süden.

## Bevölkerungsentwicklung
| Jahr      | 1962 | 1968 | 1975 | 1982 | 1990 | 1999 | 2008 | 2015 |
| --------- | ---- | ---- | ---- | ---- | ---- | ---- | ---- | ---- |
| Einwohner | 498  | 506  | 457  | 466  | 442  | 478  | 535  | 586  |

## Sehenswürdigkeiten

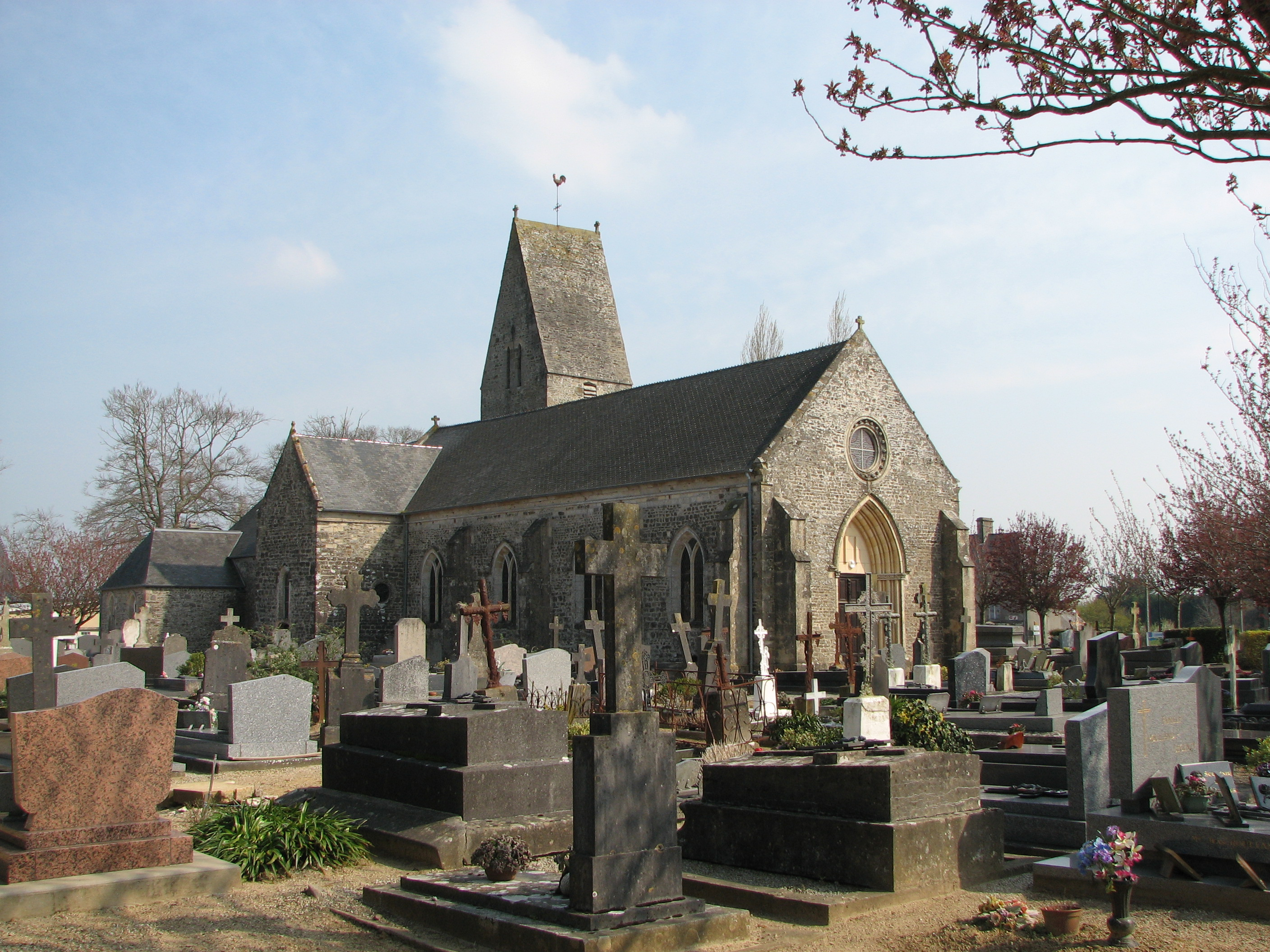
Kirche Saint-Rémi

- Kirche Saint-Rémi